# Corana
Corana ist eine italienische Gemeinde (comune) in der Provinz Pavia in der Lombardei mit 754 Einwohnern (Stand 31. Dezember 2023) in der Oltrepò Pavese am Po. Die Gemeinde liegt etwa 20 Kilometer südwestlich von Pavia.

## Geschichte
Der Ort wird erstmals in einer Schenkungsurkunde 894 des Kaisers Lambert von Spoleto erwähnt.

## Verkehr
Durch die Gemeinde führt die Autostrada A7 (ohne Anschluss) von Mailand nach Genua.